# Arco a tutto sesto

Nomenclatura dell'arco: (1) chiave di volta; (2) cuneo; (3) estradosso; (4) piedritto; (5) intradosso; (6) freccia; (7) corda o interasse; (8) rinfianco

L'arco a tutto sesto  (sesto è l'antico nome del compasso), o a pieno centro, è un arco a sezione semicircolare unica e completa (180º). Costituisce il fondamento architetturale delle volte a botte. Originariamente era costituito da una sequenza di cunei in adobe, mattone o pietra.

## Storia

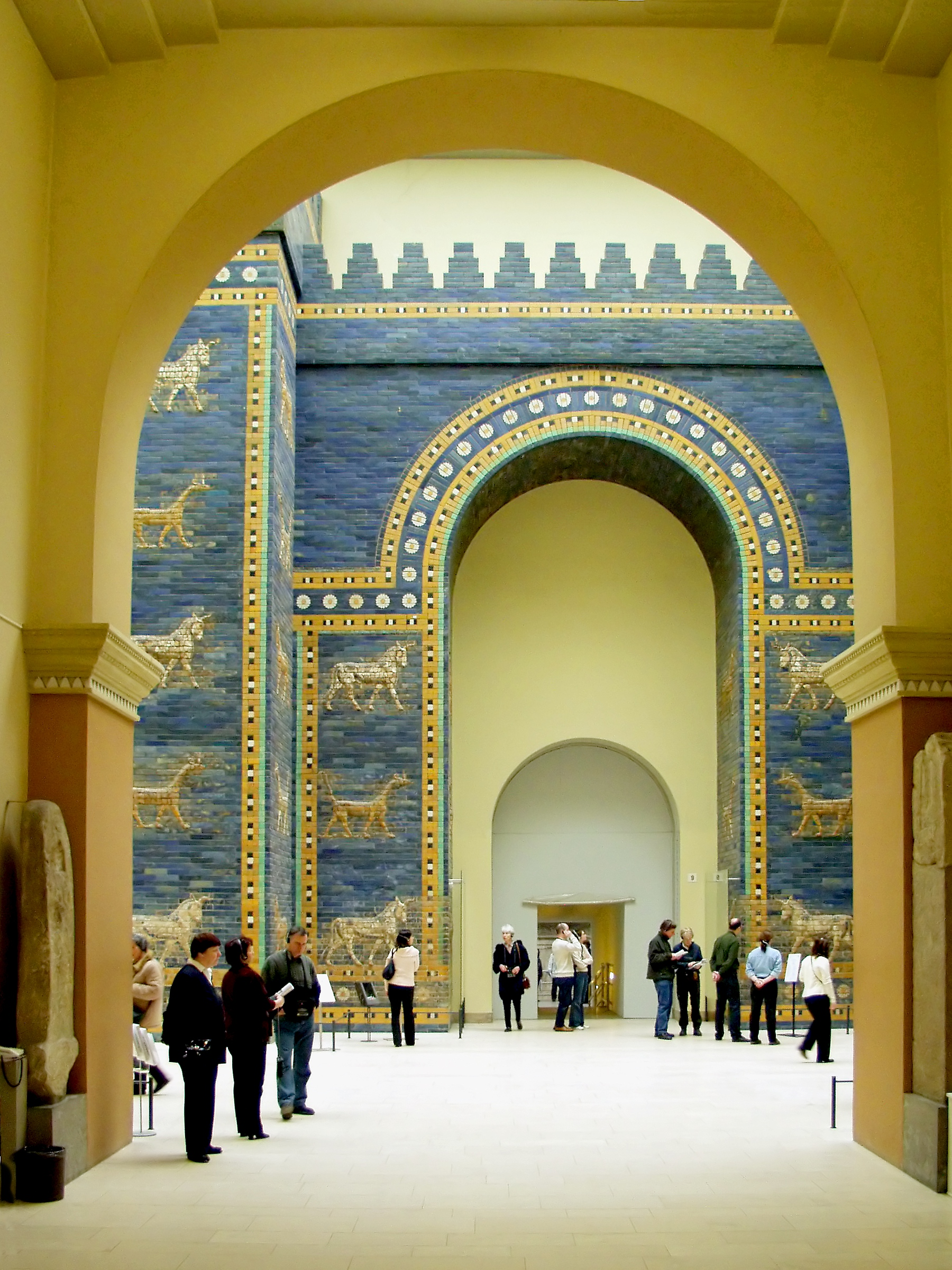
Porta di Ishtar, ottava porta della città interna di Babilonia (575 a.C.) come ricostruita presso il Pergamonmuseum di Berlino.

L'archeologo C.L. Woolley afferma che fu un arco a tutto sesto il primo arco costruito nella storia dell'Umanità. In The excavation of Ur afferma di aver individuato nel piccolo arco semicircolare di E Dublal-Mah, presso Ur, si pensa il primo esempio di struttura ad arco utilizzato nella facciata di un edificio e fuori terra. Tuttavia l'esempio riconosciuto da Woolley risale al XV secolo a.C. e l'arco era già da secoli utilizzato per coprire i canali di scolo e i condotti sotterranei nella stessa regione mesopotamica.
Il suo utilizzo ebbe inizio nel terzo millennio avanti Cristo presso i Caldei. Passò quindi all'architettura etrusca e a quella greca, per poi essere adottato dai Romani. Dallo stile di questo arco derivarono tutti i successivi: il romanico, il rinascimentale e il barocco.
Comunque l'utilizzo sistematico dell'arco a tutto sesto (e dell'arco in generale) si deve ai Romani, che lo appresero dalla poliedrica funzione che aveva tra gli etruschi e lo utilizzarono prevalentemente in funzione della praticità piuttosto che dell'estetica, pur senza escludere quest'ultima. L'uso maggiore degli archi in successione trovò applicazione nella costruzione degli acquedotti.
L'arco venne utilizzato dagli architetti romani per marcare significativamente il ritmo degli edifici, inventando il motivo, poi divenuto simbolo dell'architettura rinascimentale, dell'arco inserito all'interno del sistema pilastro-trabeazione. Esempi importanti di questa invenzione architettonica si hanno nel Tabularium di Lucio Cornelio Silla e nel Colosseo a Roma. Tale invenzione formale, comunque, ha probabilmente un'origine prettamente strutturale: lavorando principalmente con il laterizio, la costruzione di archi era più economica rispetto al sistema trilitico, poiché un architrave ha bisogno di un grosso monolite.
Per tutto il periodo classico, l'arco non ha mai "poggiato" su una colonna, perché era considerata una violazione dell'estetica dell'arco stesso e uno svilimento del ruolo della colonna, che doveva terminare sempre con la trabeazione. Tuttavia, già nel periodo paleocristiano, si cominciarono a vedere archi impostati direttamente sui capitelli delle colonne: questo perché, crollato l'impero, crollò in parte anche la sensibilità geometrica dello stile classico. Uno dei primi esempi di archi impostati sui capitelli delle colonne si ha a Roma, nella basilica di Santa Sabina.
L'arco a tutto sesto è anche un elemento caratterizzante dell'architettura romanica durante il medioevo e fu utilizzato principalmente con funzione estetica, oltre che per separare le navate degli edifici religiosi, per portali, archi trionfali (l'arco che sottolinea lo sbocco della navata centrale nella crociera), chiostri e le successioni di archetti a tutto sesto sotto i cornicioni tipici del romanico lombardo.
La valenza estetica dell'arco a tutto sesto unito alla grammatica del sistema trilitico greco fu recuperata in toto dal Rinascimento italiano (in particolare da Filippo Brunelleschi, tra i primi), che seppe ulteriormente innovare ed evolvere il ruolo architettonico della forma dell'arco.

## Caratteristiche statiche
Dal punto di vista della distribuzione statica delle forze, esso fa sì che tutti i suoi punti lavorino in compressione e il peso degli elementi da lui sorretti, oltre che il proprio, si distribuiscano in modo da gravare sulla struttura di appoggio. Ciò significa che le basi di appoggio debbono essere realizzate massicce per sostenerne tutto il peso.
Alla base dell'arco, oltre a quelle verticali, si hanno spinte orizzontali che debbono essere opportunamente contrastate dalle strutture di appoggio esterne all'arco.

## Varianti dell'arco a tutto sesto
A partire dalla forma di base dell'arco a tutto sesto, si possono distinguere tre varianti principali di questo elemento architettonico.
- Arco ribassato: la forma dell'arco ribassato non è un semicerchio completo ma una parte più bassa, in quanto il centro non sta sulla linea d'imposta (cioè quella linea orizzontale che unisce i punti di appoggio dell'arco, ma più in basso).
- Arco rialzato, è un arco ingrandito con l'inclusione di piedritti collocati sopra la linea dell'imposta; è l'arco caratteristico dell'architettura preromanica, in particolare di quella asturiana.
- Arco parabólico: impiegato dal popolo degli Ittiti fu ripreso, sia pur con un disegno un po' diverso, da Gaudí.

## Esempi di arco a tutto sesto

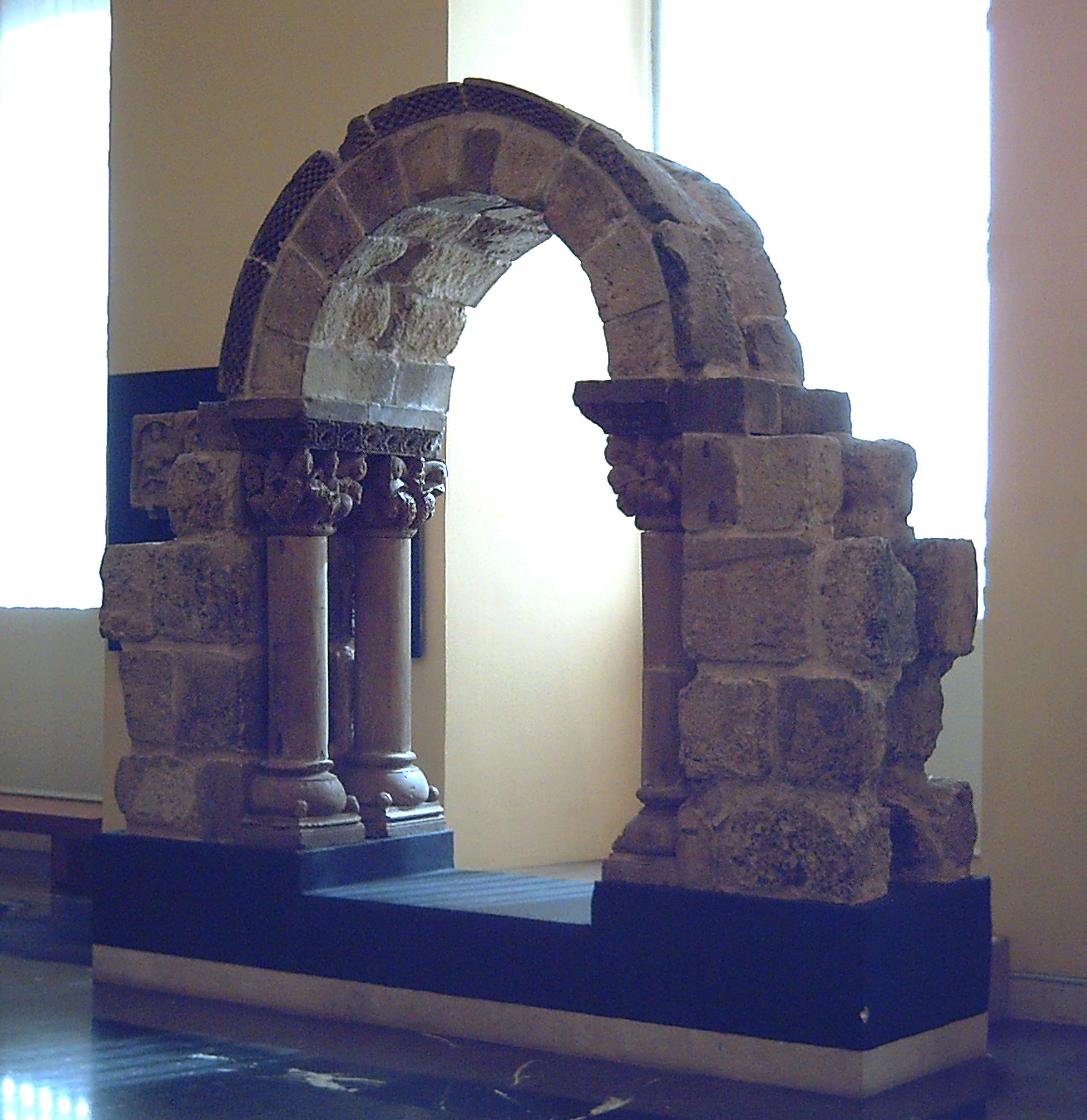
Arco romanico nella chiesa di San Pedro de las Dueñas a Sahagún (Spagna)
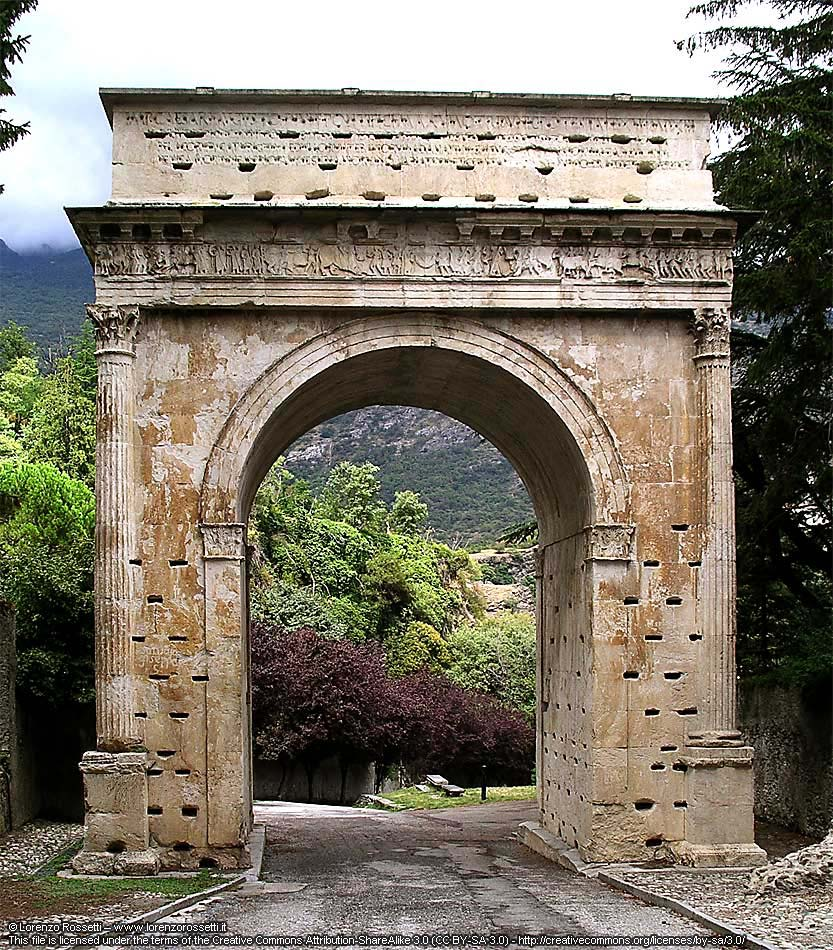
L'Arco di Augusto a Susa
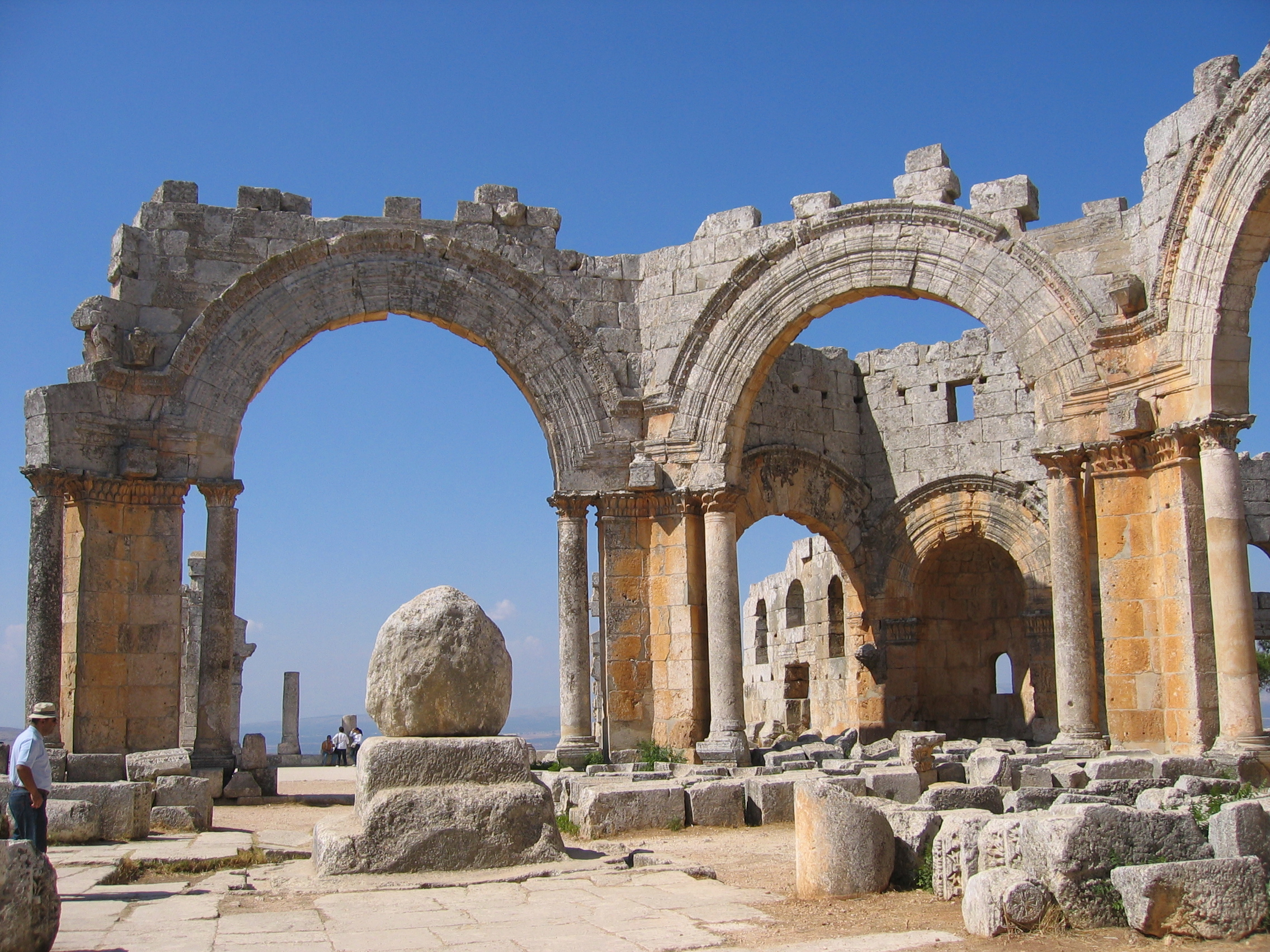
Archi nelle rovine della chiesa di San Simeone in Siria
L'Arco di trionfo a Parigi
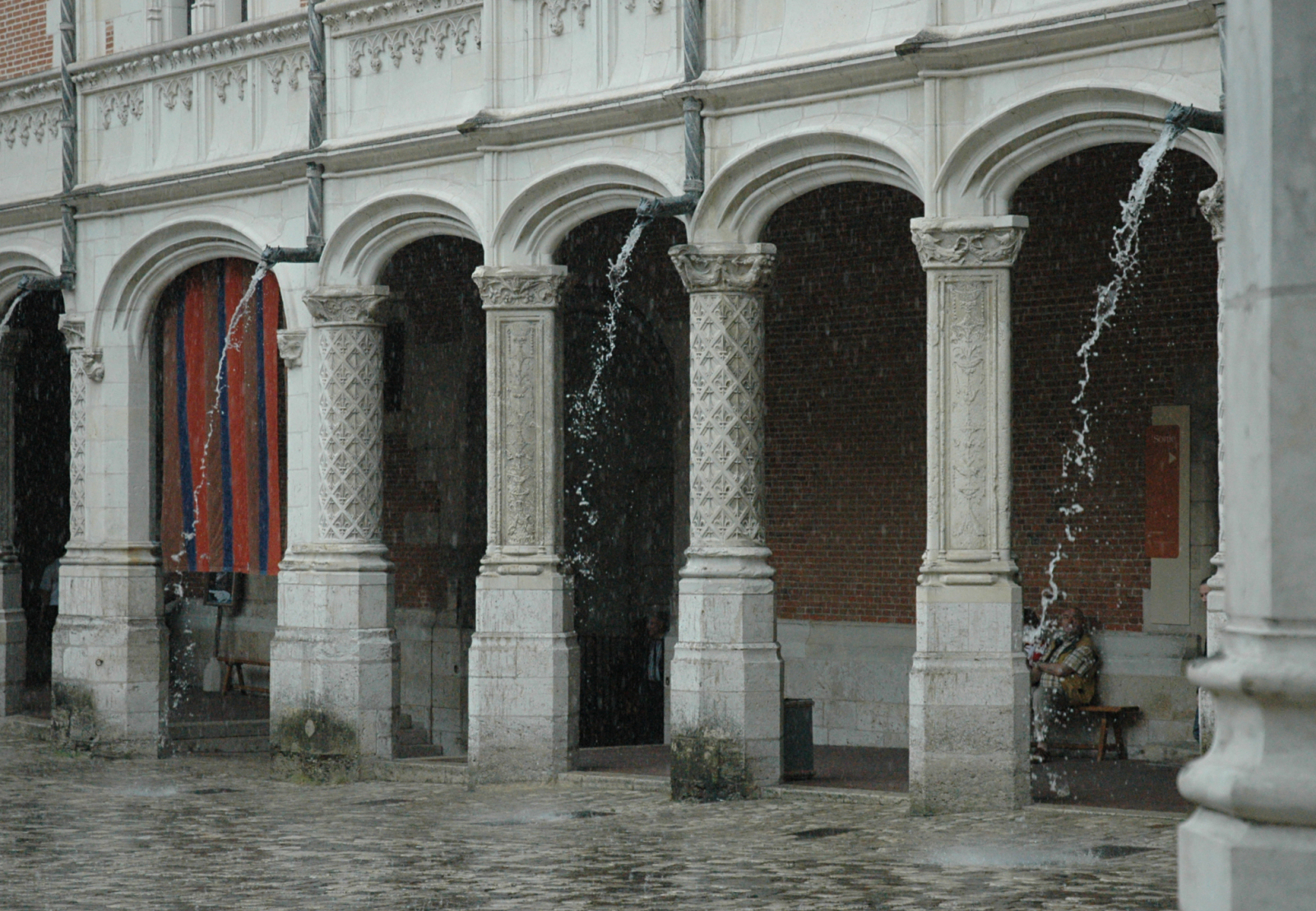
Archi ribassati nel Castello di Blois
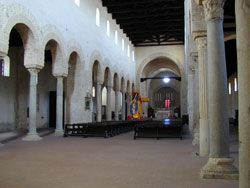
Archi della navata centrale della Concattedrale di Maria Assunta a Gerace
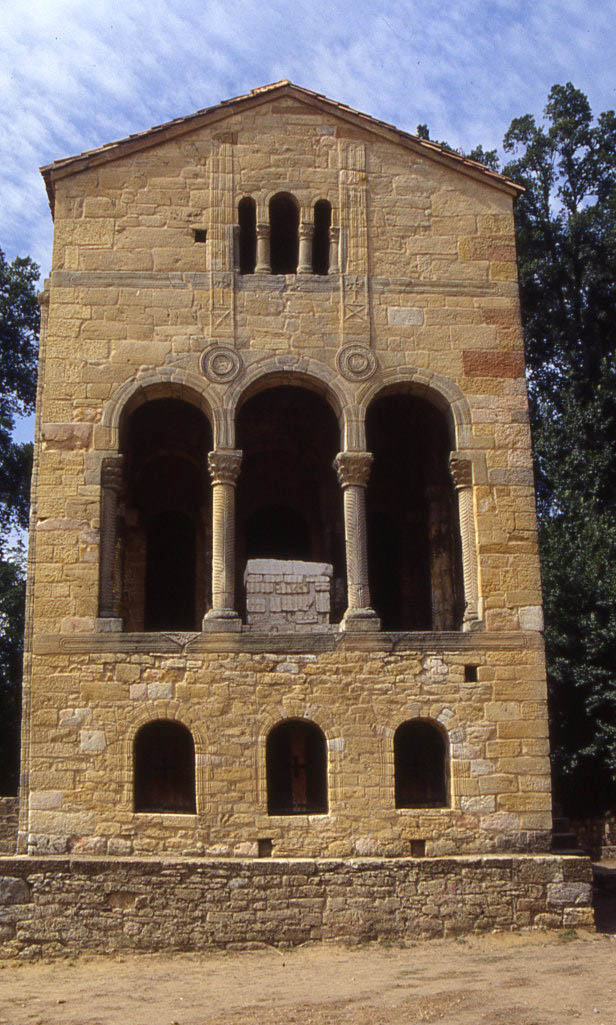
Chiesa di Santa Maria del Naranco (Oviedo), con i tipici archi rialzati
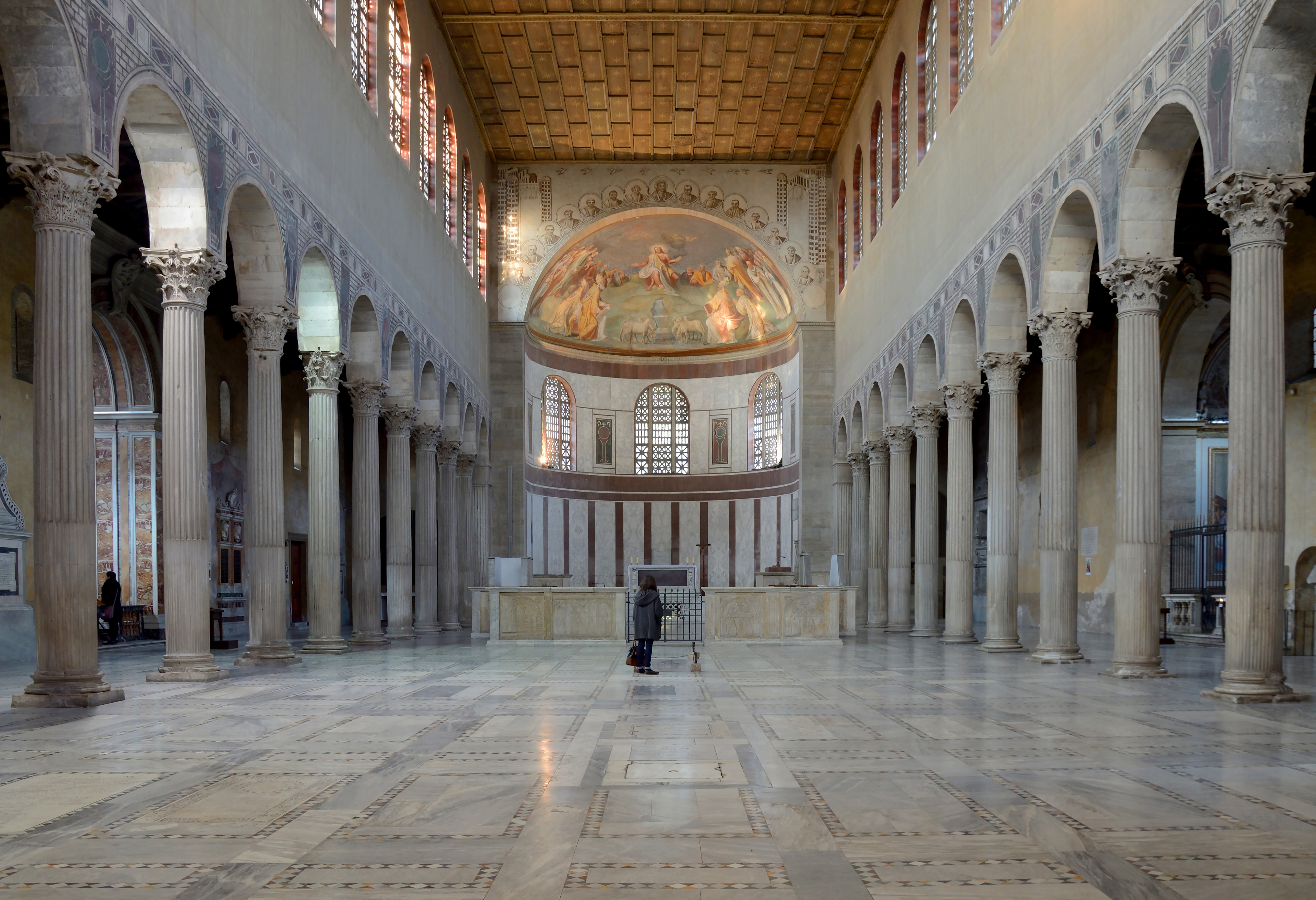
Navata centrale della basilica di Santa Sabina in Roma – Si vedono chiaramente gli archi che la delimitano poggianti su colonne
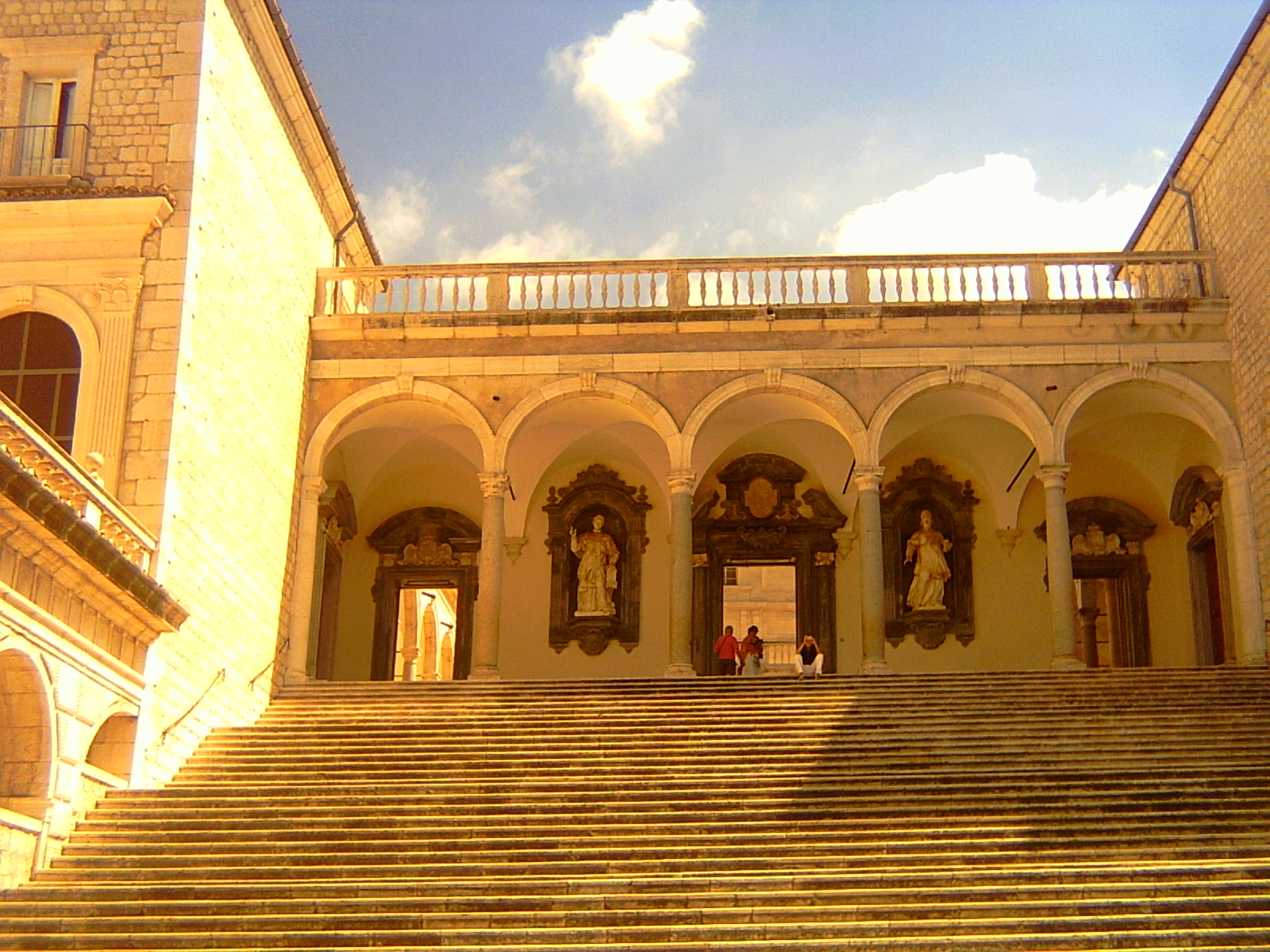
Abbazia di Montecassino, archi sulla sommità dello scalone d'ingresso